# Ivanovo (distrikt i Bulgarien, Chaskovo)
Ivanovo (bulgariska: Иваново) är ett distrikt i Bulgarien.   Det ligger i kommunen Obsjtina Charmanli och regionen Chaskovo, i den centrala delen av landet, 230 km öster om huvudstaden Sofia.
Trakten runt Ivanovo består till största delen av jordbruksmark. Runt Ivanovo är det mycket glesbefolkat, med 7 invånare per kvadratkilometer.